# Rundugu
Rundugu är ett vattendrag i Burundi.   Det ligger i provinsen Rutana, i den centrala delen av landet, 90 kilometer sydost om huvudstaden Bujumbura.
Omgivningarna runt Rundugu är huvudsakligen savann. Runt Rundugu är det ganska tätbefolkat, med 185 invånare per kvadratkilometer.